# История Рязани

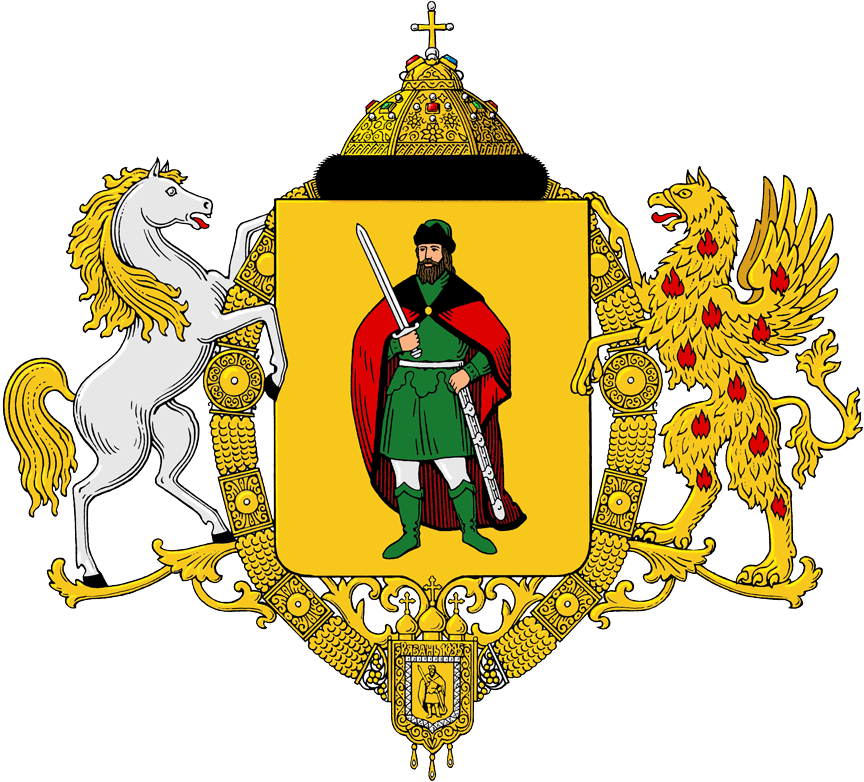
Большой герб Рязани

Годом основания Рязани традиционно считается 1095 год, хотя поселения на территории современной Рязани существовали и прежде.

## Первые поселения

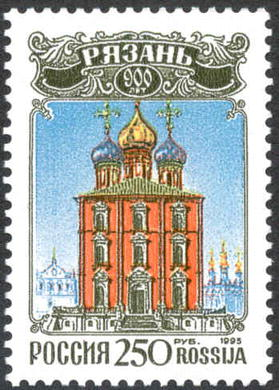
Почтовая марка. 900 лет Рязани

Первые поселения возникли на территории современной Рязани ещё в эпоху среднего палеолита. Рядом с городом, у посёлка Дубровичи, археологами было обнаружено кремнёвое рубило, изготовленное человеком более 80 тысяч лет назад. Эта находка стала самым древним вещественным памятником, найденным на территории Рязанской области. В настоящее время в Рязанской области открыто и исследовано более 100 стоянок и поселений древнего человека.
Другие находки первобытного человека связаны с его охотой и рыболовством. На территории современных районов Сысоево, Канищево и Борок, рядом с речным вокзалом и Троицким монастырём, были найдены останки древних животных — скопление костей мамонта, шерстистого носорога и гигантского оленя.
Славянские племена (а именно, вятичи) пришли на Оку в районе VI века. Уже в VII—VIII веках вокруг будущей Рязани была основана целая сеть поселений — городищ и селищ. Крупнейшие из них — Борковское, Глебовское, Борисо-Глебовское, Храповское, Секиотовское, Сысоевское, Хамбушевское, Дядьковское, Льговское. Как основу хозяйства вятичи заложили пашенное земледелие.
В VI веке вятичи платили дань волжским хазарам. В 966 году киевский князь Святослав Игоревич при поддержке печенегов и огузов (торков) разгромил их могущественную державу и подчинил вятичей, включив рязанские и муромские земли в состав Киевской Руси. Известно, что вятичи участвовали в знаменитых походах Олега на Царьград.

## Основание города
Уже в VII—VIII веках близ Рязани на Борковском острове располагался укреплённый торговый город, существование которого подтверждают многочисленные находки иностранных пломб с прибывавших судов, драгоценные монеты и остатки оружия. Немецкий учёный С. Герберштейн писал об этом острове следующее:
Недалеко от города (прим.: Переяславля) река Ока образует остров, который называется Судерево, некогда великое княжение, государь которого не был подвластен никому.
Рядом с будущим Переяславлем также располагался другой укреплённый город — Борисов-Глебов, а на левом берегу Оки — крупное Шумашское селище. Такое обилие поселений привело к необходимости создания единого военного центра. Этим центром и стал Переяславль, основанный на высоком естественном холме при слиянии двух рек — Трубежа и Лыбеди.
Современная дата основания города — 1095 год, была предложена в середине XIX века, когда рязанские краеведы-исследователи обнаружили на обороте листа Следованой псалтыри XVI века запись:
В лето 6603 заложен был град Переяславль-Рязанский около церкви Николы Старого на озере Быстрь.
Историки не дают однозначного ответа о дате основания города. Однако, в 2018 году был опубликован каталог «Писцовых книг Рязанской и Нижегородской земли», некоторые данные которого позволяют сделать вывод, что «Рязани, скорее всего, исполнилось 810 лет только в … 2018 году». В электронном издании «Писцовые книги Рязанской и нижегородской земли. Вып. 6» (с. 13—17) можно ознакомиться с полным изложением всех аргументов исследователя А. В. Азовцева, приводящих к заключению: «Логичным выглядит предположение, что 1208 г. является более вероятной датой основания Переяславля Рязанского».
Первоначально молодой Переяславль занимал небольшую территорию на севере Кремлёвского холма, в том месте, где сегодня располагается церковь Святого Духа. Впоследствии со временем произошло три крупных расширения, и город постепенно занял весь холм. Для обороны поселения с юга горожане вручную возвели огромный вал высотой в 20 м, а перед ним — затопляемый ров.

## Формирование Рязанского княжества

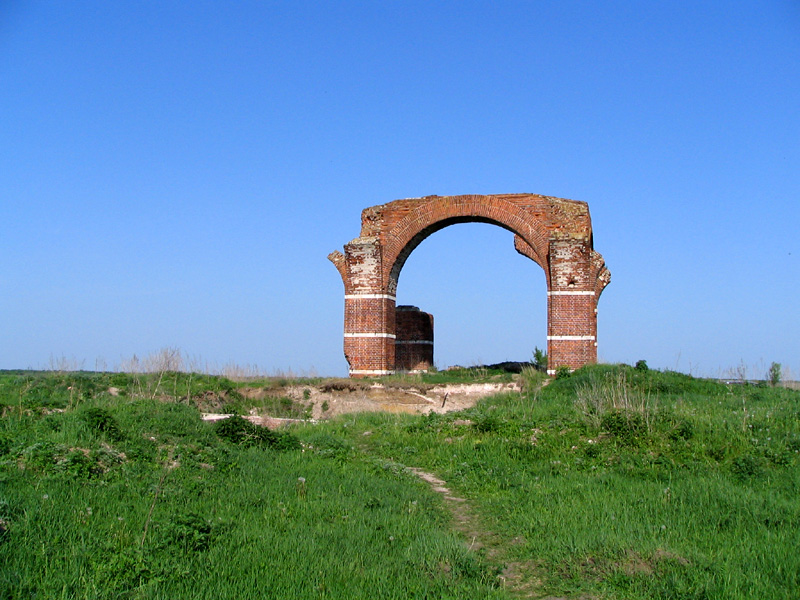
Старая Рязань

В начале XII века рязанские земли обособились в самостоятельное Муромо-Рязанское княжество. Это было время соперничества крупнейших городов — Рязани и Мурома за право быть столицей нового государства.
Борьбу выиграла Рязань, так как именно здесь творился княжеский суд, располагалась епископская кафедра, заключались феодальные союзы, отсюда уходили в походы княжеские дружины. Кроме того, Рязань была хорошо укреплена — отвесные земляные валы и высокие деревянные стены помогали рязанцам отражать нападения многочисленных противников. Переяславль-Рязанский к этому времени являлся одним из укреплённых форпостов княжества, окружённый сетью сторожевых крепостей. В Рязани (Сакор-горы на Борковском острове) найдено более 30 свинцовых пломб дрогичинского типа.
Древние рязанцы занимались земледелием, охотой, рыболовством и бортничеством. Здешние земли всегда славились богатыми природными ресурсами. Арабский путешественник и миссионер Абу Хамид аль-Гарнати, проезжавший в 1150 году из Булгара в Киев, предположительно по Оке через муромо-рязанские земли, писал:
Когда я прибыл в их [славян] страну, то увидел, что эта страна обширная, обильная мёдом и пшеницей и ячменём и большими яблоками, лучше которых ничего нет. Жизнь у них дешева.
Неслучайно рязанский хлеб уже в XII веке вывозился на север, в Новгород, им кормились многие отдалённые русские города. Успешно развивались ремёсла: ткацкое, гончарное, обработки железа. Главными транспортными путями служили реки.

## Монгольское нашествие
Зимой 1237 года от беженцев из разгромленной Волжской Болгарии пришли тревожные вести о вторжении врага на Русь. Через несколько дней многочисленное монгольское войско Батыя подошло к границам Рязани (Старой). Шесть дней и ночей держалась столица княжества, но силы противника были велики. Ворвавшись в город, монголы уничтожили всё, что могли, превратив город в пепелище. Согласно А. Л. Монгайту, впоследствии Старая Рязань была вновь частично заселена и восстановлена, однако её близость к степи вела ко всё новым татарским нападениям, из-за чего город к XIV веку окончательно запустел, передав столичные и кафедральные функции Переяславлю-Рязанскому, расположенному в 50 км выше по Оке.

## Княжеская столица
К XIV веку Переяславль окончательно формируется как столица княжества и крупнейший город Поочья. Сердцем города является кремль с деревянными стенами и двенадцатью башнями, под защитой которых располагается великокняжеский двор и дома наиболее состоятельных горожан. К кремлю примыкает острог — внешнее укреплённое кольцо из частокола и сторожевых башен. Здесь располагаются многочисленные постоялые дворы, трактиры, рынок и приходские церкви.
В 1365 году город был взят и сожжён монголо-татарским войском бека Тагая, которое затем разгромлено было объединённой ратью князей Олега Рязанского, Владимира Пронского и Тита Козельского в сражении у Шишевского леса.
В 1521 году Переяславль вошёл в состав централизованного Русского государства и утратил статус столицы княжества. В том же году крымский хан Мехмед I Герай подошёл к городу и осадил его, однако не только не взял его, но и вследствие хитрости воеводы Хабара Симского лишился полученной накануне великокняжеской грамоты о новой даннической зависимости Москвы.
В 1565 году, после того как царь Иван Грозный разделил Русское государство на опричнину и земщину, город вошёл в состав последней.

## XVII век
XVI—XVII века прошли под знаком многочисленных крестьянских выступлений. Борьба с помещиками, разорявшими крестьянские хозяйства, переросла в полноценную войну. Положение крестьян ещё более ухудшилось в 1601—1603 годах, когда во всей стране разразился страшный голод и начались массовые эпидемии. В этих условиях феодалы поднимали цены на хлеб, лишив крестьян пропитания. В ответ возмущённые крестьяне оказали вооружённое сопротивление.
В 1603 году в Рязань и Пронск были отправлены карательные экспедиции, а в 1606 году Рязань с пригородами присоединилась к Ивану Болотникову, под предводительством которого борьба крестьян за свои права приобрела наибольший размах.
В период польской интервенции, в 1611 году Рязань выступила инициатором созыва ополчения для освобождения Москвы. Его главой был избран рязанский дворянин Прокопий Ляпунов, который в январе 1611 года повёл отряд на Москву.
После захвата Белого города ополченцы и казаки создали земское правительство, которое возглавили Прокопий Ляпунов, Трубецкой и Заруцкий. Однако в это время между земским ополчением и казаками возникли раздоры, в результате которых Ляпунов был убит. Его гибель привела к распаду Первого ополчения — земские отряды покинули Москву, а Рязань перестала поставлять хлеб в занятый поляками город. Польский воевода Гонсевский решил покончить с этим. Он послал карательный отряд в Рязань, но его войска не смогли дойти дальше Пронска. Подошедший в это время к городу Дмитрий Пожарский освободил Пронск, так первое народное ополчение слилось со вторым.
В 1618 году во время похода на Москву гетмана запорожских казаков Петра Сагайдачного к Переяславлю-Рязанскому был послан крупный отряд казаков во главе с Михаилом Дорошенко. Неожиданной атакой запорожцы ворвались на посад, но штурм городских укреплений оказался безуспешным, после чего они отступили от города и направились к Пронску.
В 1670 году выходцами из Переяславля Рязанского было основано село Большая Рязань.

## XVIII век и Рязанская губерния
С образованием Рязанского наместничества в 1778 году, а вскоре и губернии, Переяславль-Рязанский получает имя Рязань и собственный герб с изображением фигуры воина с мечом в руке.

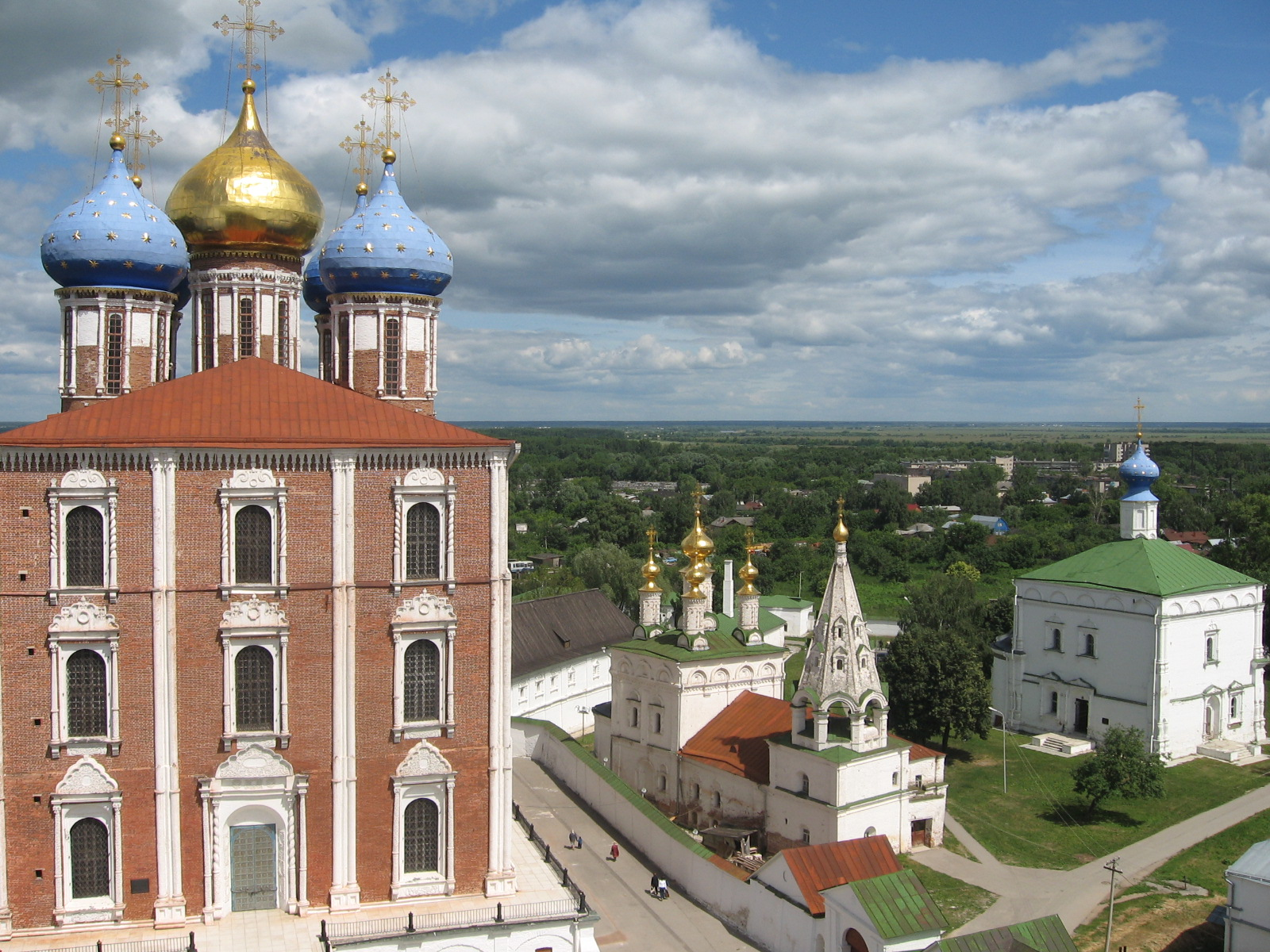
Успенский собор

После утверждения генерального плана Рязани в 1780 году меняется характер городской застройки. Идёт перепланировка улиц с учётом сложившихся традиций. Жемчужиной города остаётся ансамбль Рязанского кремля с выдающимся по архитектуре Успенским собором (1693—1699 годов), построенным зодчим Я. Г. Бухвостовым. От этого центра была проложена Соборная улица с ответвлениями улиц Астраханской и Семинарской.
К 1786 году Соборная площадь становится административным центром, где размещались все губернские учреждения.
Вторым образующим центром становится Новобазарная площадь (ныне площадь Ленина), от которой веером расходятся улицы — Почтовая, Мясницкая (ныне Горького), Хлебная (ныне Маяковского), Сенная, Московская (ныне Первомайский проспект). План Южной части Рязани представляет прямоугольную сетку улиц. Такая планировка исторической части города с незначительными изменениями сохранилась до наших дней.
В городе процветала торговля. В начале XVIII века купцам Переяславля-Рязанского принадлежало 17,8 % московской хлеботорговли. Около 60 кузнецов работали на металле, вырабатываемом в Касимове, Сынтуле, Гусе-Железном. К концу века в городе проживало 10 тысяч человек. В 1786 году в Рязани было открыто народное училище, годом позже — оперно-драматический театр, один из старейших в России. На рубеже XVIII—XIX веков в городе действовало 12 предприятий — полотняная фабрика, кожевенное, салотопенное, пивоваренное производства. Открывается первая типография, народное училище преобразуется в гимназию, из которой впоследствии вышли историк литературы А. Д. Галахов, археограф П. И. Бартенев, фармаколог Н. П. Кравков, психиатр П. Б. Ганнушкин, историк Д. И. Иловайский.

## XIX век
Во время Отечественной войны 1812 года в Рязани нашли приют эвакуированные люди из занятых врагом российских территорий. В их числе был архитектор М. Ф. Казаков, который умер и был похоронен в Рязани. В губернии находилось 32 тысячи раненых. В народное ополчение вступило более 15 тысяч рязанцев.
С 1819 по 1828 год Рязань была административным центром Рязанского генерал-губернаторства, созданного в виде эксперимента по инициативе бывшего министра полиции Александра Дмитриевича Балашова. В состав генерал-губернаторства входили 5 губерний: Воронежская, Орловская, Рязанская, Тамбовская и Тульская.
В 1837 году случился большой пожар, уничтоживший многие деревянные постройки. Началось возведение новых каменных зданий, в том числе были построены артиллерийские казармы (ныне здание госпиталя на Первомайском проспекте), а в 1850—1854 годах — корпус дворянского собрания с гербами уездных городов по Астраханской улице. К 1860 году в Рязани проживало 21,6 тысяч человек. Город делился на 2 части рекой Лыбедь, через которую перекинулись 10 мостов.
В 1858—1860 годах вице-губернатором Рязани был М. Е. Салтыков-Щедрин, с именем которого связано открытие первой публичной библиотеки и постройка нового каменного здания театра (ныне — «Театр на Соборной»).
В 1890 году было построено здание железнодорожного вокзала. Рязань стала крупной железнодорожной станцией, с которой ежегодно отправлялось около 200 тысяч тонн различных грузов. В это время в городе существовало более 15 небольших заводов, включая чугунолитейный и кирпичный. Торгово-промышленный оборот Рязани достиг 8,5 млн рублей.
К 1897 году население города составляло 46 тысяч человек, а его площадь — около 12 км².

## XX век

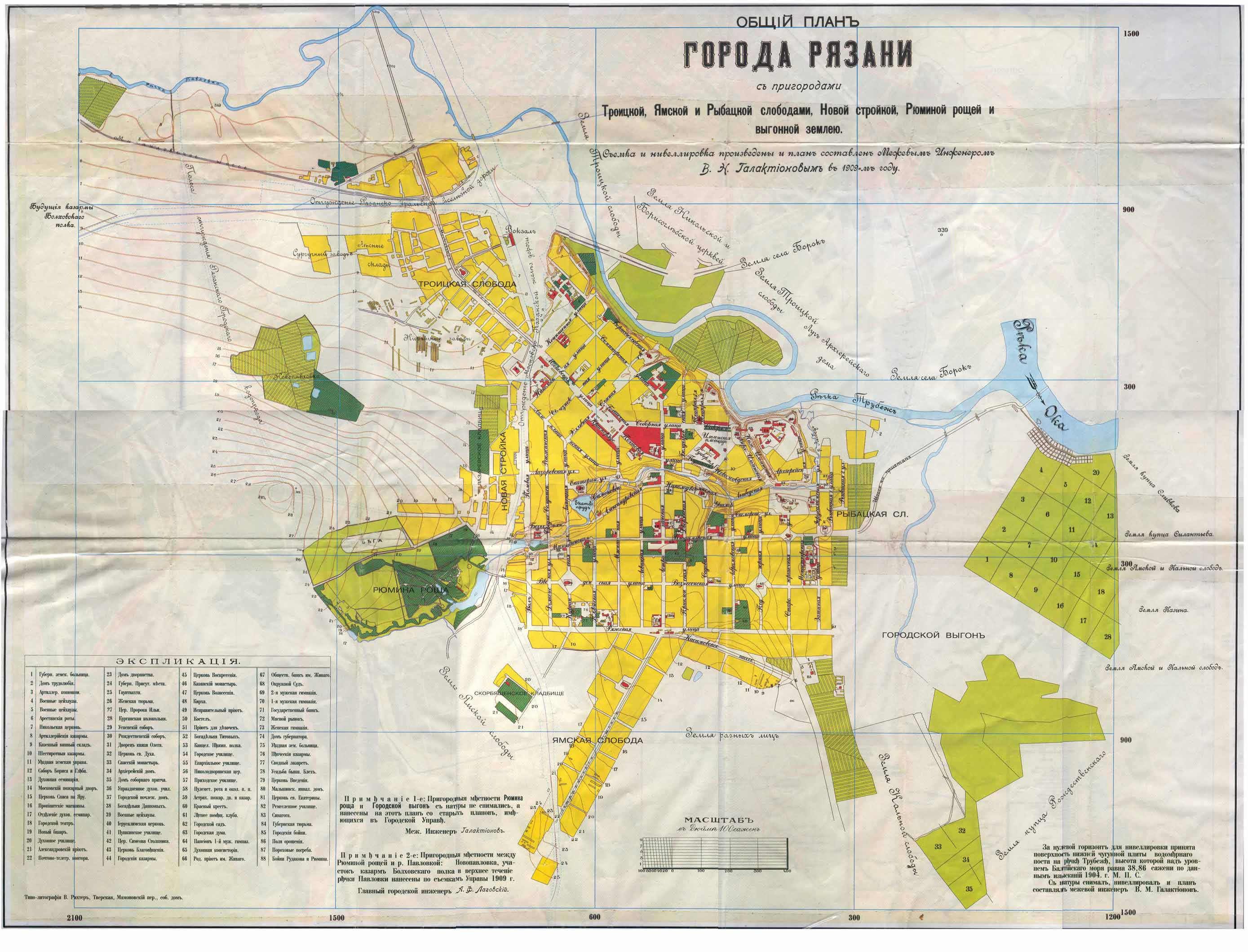
Генеральный план Рязани 1909 года

8 мая 1904 года город посетил император Николай II.
В 1904 году братьями Левонтиными был основан завод сельскохозяйственных орудий, на котором производилось более 80 % борон европейской части России. В этом же году в Рязани возник первый социал-демократический кружок. Рабочие Рязани участвовали во всероссийской октябрьской политической стачке 1905 года.
В 1913 году была введена в строй городская электростанция, которая имела 20-верстовую сеть, питала 15 тысяч лампочек и 500 электромоторов на предприятиях. Протяжённость городских водопроводных линий составляла 35 вёрст. Годом позже была открыта междугородняя телефонная связь с Москвой.
8 декабря 1914 года город во второй раз посетил император Николай II. В память об этом в 2006 году на 1-м корпусе больницы имени Семашко установлена мемориальная доска. Император посетил несколько рязанских военных лазаретов и госпиталей, где встретился с ранеными воинами, беседовал с ними и наиболее достойных наградил Георгиевскими крестами.
Накануне 1917 года в городе имелось 18 промышленных предприятий, в том числе завод сельскохозяйственных машин, 2 кирпичных завода, свечной завод, 2 механические мастерские, 2 кроватные и 3 красильные фабрики, небольшие кожевенный, винокуренный и пивоваренный заводы с общей численностью рабочих около 1000 человек.

### Революция 1917 года
Февральскую революцию Рязань встретила полным разоружением полиции и жандармерии, арестом действующего имперского губернатора, а также многочисленными демонстрациями и митингами. Наивысшей точкой последних стал грандиозный праздник Свободы, прошедший 12 марта 1917 года на Ильинской (ныне Соборной) площади. Власть в городе перешла к выбранному губернскому комиссару, преподавателю Рязанского реального училища Ф. К. Павлову. Начавшийся вскоре и распространившийся по всей губернии голод окончательно подорвал доверие народа к Временному правительству, и Рязанская губерния стала одним из основных очагов крестьянских волнений, требовавших немедленного решения земельного и продуктового вопроса.
В сложившихся условиях, 25 октября 1917 года Рязань приняла телеграмму из Петрограда о начале вооружённого восстания. В последующие дни в городе был организован временный революционный комитет и первый советской орган власти — губернский совет рабочих, крестьянских и солдатских депутатов. 30 октября революционный комитет взял под контроль телеграф, губернское управление, банк, продовольственные склады и отдал приказ о разоружении офицеров — в Рязани была установлена советская власть. 26 декабря 1917 года совет рабочих, крестьянских и солдатских депутатов объявил о переходе всей власти в губернии в руки советов.

### Послереволюционный период
В октябре 1918 года в городе было открыто первое высшее учебное заведение — педагогический институт. В том же году были созданы государственные художественные мастерские, а годом позже открыты землеустроительное и музыкальное училище, давшее начало современным строительному и музыкальному колледжам. В 1919 году заработала фельдшерско-акушерская государственная школа (ныне медицинский колледж) и строительная профессиональная школа путей сообщений (колледж железнодорожного транспорта).
В июле 1918 года началась мобилизация в ряды Красной армии. Почти еженедельно Рязань посылала на фронты гражданской войны мобилизованный резерв. Однако многие рязанцы сражались на фронтах и на стороне Белой армии. В 1919—1923 гг. на территории закрытого большевиками монастыря существовал Рязанский концлагерь.
В 1929—1930 годах в момент реформирования административно-территориального деления РСФСР Рязань становится окружным центром Московской области, но уже в 1937 году город восстанавливает статус административного центра вновь созданной Рязанской области.
В 1920-е годы Рязань занимала площадь около 21 км², в ней проживало около 50 тысяч человек. Началось создание крупных предприятий, позднее превратившихся в заводы «Рязсельмаш», обувную фабрику «Победа Октября», электроламповый, кожевенный и ремонтно-тракторный заводы. В это время Рязань одной из первых в стране создала собственную радиостанцию, существующую до сих пор, ежедневную газету «Рабочий клич». В городе работали 4 кинотеатра, дворец труда, 12 государственных школ, 4 дома инвалидов, 14 клубов, 8 средних учебных заведений, 12 детских интернатов и педагогический институт. В кремле размещался государственный областной музей.
Через 10 лет, в 1930-е в Рязани насчитывалось уже 72 тысячи человек. Число промышленных предприятий к 1940 году приблизилось к 1900. В городе продолжали создаваться новые фабрики и заводы, на которых вводились автоматические линии.

### Рязань в Великой Отечественной войне
Указом Президиума Верховного Совета СССР 23 июня 1941 года Рязанская область перешла на военное положение. Линия фронта подошла к области осенью 1941 года, в это время Рязанщина становится театром военных действий. Рязань имела важнейшее стратегическое значение, так как через неё проходили магистрали, связывающие Москву с центральными и восточными районами страны. Немецкая авиация осенью 1941 года совершила 18 авианалётов на город, сбросив около 320 авиабомб. Было разрушено 34 дома, здание вокзала Рязань-1 получило серьёзные повреждения. Погибли 36 и были ранены 65 жителей города. Главной целью немецких бомбардировщиков являлся центр города и железнодорожный узел с вокзалом. 26 октября в Рязани был сформирован городской комитет обороны. С воздуха город прикрывал 291-й зенитный полк ПВО, одна из огневых точек которого размещалась прямо на Кремлёвском валу.
27 ноября 1941 года город перешёл на осадное положение. Трудность обороны заключалась в том, что на тот момент вокруг Рязани не было ни одной регулярной части Красной армии, и все оборонительные действия ложились на плечи горожан. Немецкие войска были остановлены в 30 километрах от города. Последний их рубеж на территории Рязанской области — село Захарово.
Велик вклад рязанцев в спасение жизней эвакуированных, в том числе и из блокадного Ленинграда (свыше 230 тысяч человек). На железнодорожном узле был создан эвакопункт, где оказывали медицинскую помощь и кормили горячей пищей эвакуированных, госпитализировали наиболее больных, обеспечивали эшелоны медикаментами, производили санобработку людей и вагонов и т. д., пункт обслуживал от 4 до 6 эшелонов с эвакуированными в сутки. Работа Рязанского эвакопункта была признана лучшей в стране и поставлена в пример Постановлением Совнаркома РСФСР от 12 мая 1942 года.
Рязанцы отличились на полях войны. Мемориальные доски Стены Славы на площади Победы и в Мемориальном парке хранят множество имён. Среди них маршал Советского Союза, Народный герой Югославии Сергей Бирюзов, национальный герой Италии Фёдор Полетаев, лётчик Антонина Зубкова, партизан Владимир Молодцов, командир 213-й эскадрильи Николай Стройков, командир авиаполка Иван Завражнов, и многие другие.
Рязанская область в целом отправила на фронт около 386 миллионов рублей, Рязань — более 46 миллионов. На средства горожан были созданы авиационная эскадрилья «Рязанский рабочий» и бронепоезд «Рязанский железнодорожник». К октябрю 1943 года «Колхозники и колхозницы Рязанской области» сделали взносы на сумму 46 миллионов рублей на танковую колонну «Рязанский колхозник». На эти средства были построены 72 тяжелые самоходные артиллерийские установки СУ-152 и 6 тяжелых танков КВ-1с. Согласно директиве Генерального Штаба КА от 8.02.1944 года были сформированы шесть гвардейских тяжелых самоходных артиллерийских полков (№ 394—399), на оснащение которых эти машины и поступили. Каждый полк получил по 12 СУ-152 и одному танку КВ-1с.
В 1944—1945 годах на заводе № 463 НКАП (ныне Государственный Рязанский приборный завод) выпускались десантные планеры Г-11. Город стал крупным центром по обучению личного состава Красной армии. Здесь размещалась госпитальная и авиационная база, пехотное, артиллерийское и автомобильное училище. Ежедневно через Рязань отправлялись поезда на фронт. Во время войны город стал родоначальником современной польской армии, в Рязани и небольшом селе Сельцы в 1941—1942 годах создавалось Войско Польское. В память об этом в городе установлено множество памятников и мемориальных досок, главный из которых находится на центральной площади парка Советско-Польского братства.

### Рязань после Великой Отечественной войны
Сразу после войны началось бурное развитие города. Рязань превращается в крупный промышленный, научный и военный центр европейской части СССР. В городе возникают заводы-гиганты, занимающие целые городские районы. Среди них крупнейший в Европе нефтеперерабатывающий завод, единственный в стране производитель картофелеуборочной техники — завод «Рязсельмаш», завод счётно-аналитических машин, станкостроительный завод, завод тяжёлого кузнечно-прессового оборудования, литейного производства «Центролит», предприятие химического волокна, приборный завод и другие. Ведущими областями промышленности становятся тяжёлая и цветная металлургия, нефтеперерабатывающая и станкостроительная промышленности, машиностроение и пищевая промышленность. Более половины продукции заводов отправлялось на экспорт в Китай, Индию, Кубу, Вьетнам, США, страны Восточной и Западной Европы.
Помимо открывшегося ещё в 1915 году педагогического института, в городе построены сразу несколько крупных научных вузов — медицинский, радиотехнический, сельскохозяйственный институты, институт культуры (филиал МГИК). Создаётся обширная сеть техникумов и училищ.
Окончательно формируется военный потенциал города. Рязань становится главным учебным центром Воздушно-десантных войск страны. Город окружили многочисленные учебные центры и военные полигоны. Несколько позиций зенитно-ракетных комплексов защищали городское небо. Кроме училища ВДВ, появились автомобильное училище и военное училище связи, полк железнодорожных войск, авиабаза стратегических бомбардировщиков и учебный центр в Дягилево.
Особо бурное развитие город получил во время работы председателя Рязанского совета народных депутатов Надежды Чумаковой. При ней население города увеличилось более чем в 7 раз — с 72 до 520 тысяч человек, были выстроены, благоустроены и получили социальные, культурно-бытовые объекты более 20 городских районов, проведены сотни километров троллейбусных, трамвайных и автобусных маршрутов. Одной из основополагающих стратегий развития города в тот период стало озеленение. Рязань окружали зелёные кольца из лесов, парков и садовых товариществ. Крупные парки располагались в каждом районе города, а композиции из цветов и вертикальное озеленение стало привычным не только для центральных улиц, но и для промышленных зон и заводских корпусов. Рязань неоднократно объявлялась победителем в благоустройстве и озеленении среди городов Советского Союза. За свою 26-летнюю работу Надежда Чумакова не раз принимала вручённое Рязани переходящее Красное Знамя.
14 августа 2021 года на Введенском раскопе в Кремле Переяславля-Рязанского была найдена первая берестяная грамота, датируемая палеографическим методом рубежом XIV—XV веков — XV веком.
В 2025 году Украина трижды атаковала нефтеперерабатывающий завод в Рязани.